# Celtis
Celtis, el almez, es un género de cerca de 70 especies aceptadas, de las más de 300 descritas, de árboles caducifolios cosmopolitas de regiones templadas del sur de Europa, sur y este de Asia, sur y centro de Norteamérica, sur de Sudamérica, y sur a centro de África.
Previamente estaba incluida en la familia Ulmaceae o su propia familia de las Celtidaceae, pero análisis genéticos del Angiosperm Phylogeny Group mostraron que correspondía más adecuadamente a la familia Cannabaceae.

## Descripción
Son árboles de mediana altura, de 10 a 25 m, raramente supera los 40 m de altura. Las hojas son alternas, simples, de 3 a 15 cm de long., ovadas acuminadas con punta aguda, u a veces de márgenes serrados y se parecen a las de la ortiga, de ahí que en inglés se llame al árbol "nettle tree". Las flores monoicas aparecen temprano en primavera mientras las hojas comienzan a desarrollarse. Las flores masculinas son más largas y finas. Las femeninas averdosas y más redondeadas. El fruto es una pequeña drupa de 6 a 10 mm de diámetro, comestible en muchas especies, dulce pero seca, de consistencia del azúcar, reminiscente al dátil.
Su madera es muy dura y resistente. Puede ser doblada al fuego, por lo que se usa para bastones, horcas de campo y mangos de aperos de labranza. Crece con facilidad en terrenos pobres.
Muchas especies crecen como árboles ornamentales, valorados por su resistencia a la sequía.

## Taxonomía
El género fue descrito por Carlos Linneo y publicado en Species Plantarum 2: 1043. 1753. La especie tipo es: Celtis australis
Etimología
Celtis: nombre genérico ya empleado por los romanos para el almez y también el Lotus; el nombre lo daba Plinio el Viejo (Naturalis Historia, 13, 104, como celthis) tomado de Teofrasto y que fue usado igualmente por Dioscórides.

## Especies seleccionadas
- Celtis africana Burm.f.
- Celtis australis - sin. Celtis caucasica
- Celtis balansae
- Celtis brasiliensis Planch.
- Celtis bungeana
- Celtis cinnamonea
- Celtis durandii Engl. (= C. gomphophylla Bak.)
- Celtis ehrenbergiana – Tala; sin. C. tala, C. spinosa
- Celtis hypoleuca
- Celtis iguanaea (Jacq.) Planch.
- Celtis integrifolia
- Celtis jessoensis
- Celtis koraiensis
- Celtis laevigata
- Celtis lindheimeri
- Celtis luzonica
- Celtis mildbraedii Engl.
- Celtis occidentalis
- Celtis pallida
- Celtis paniculata
- Celtis reticulata
- Celtis sinensis
- Celtis tenuifolia
- Celtis tetranda Roxb.
- Celtis tournefortii
- Celtis trinervia

## Galería

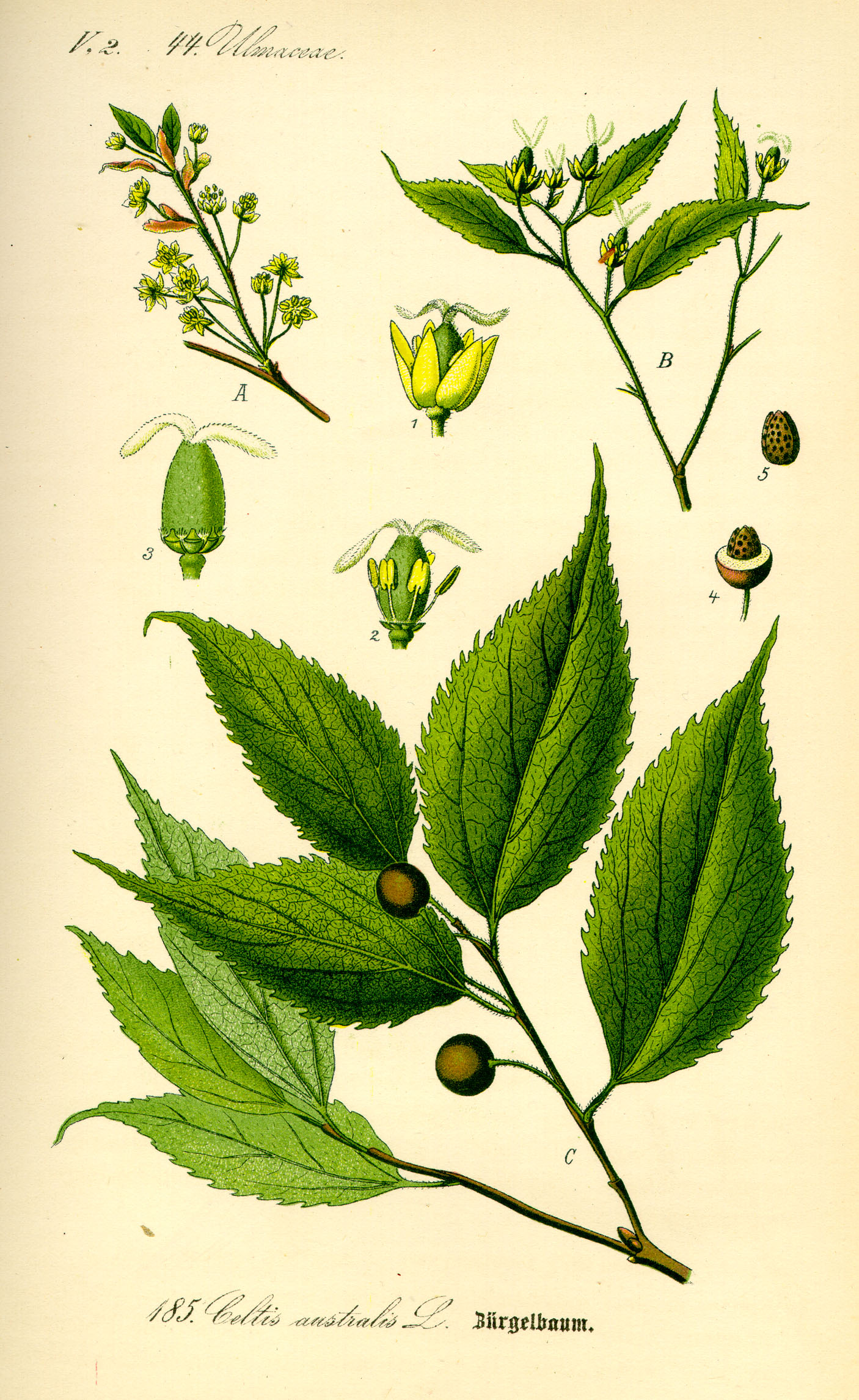
Almez (Celtis australis). Ilustración de Thomé, Flora von Deutschland, Österreich und der Schweiz (1885).
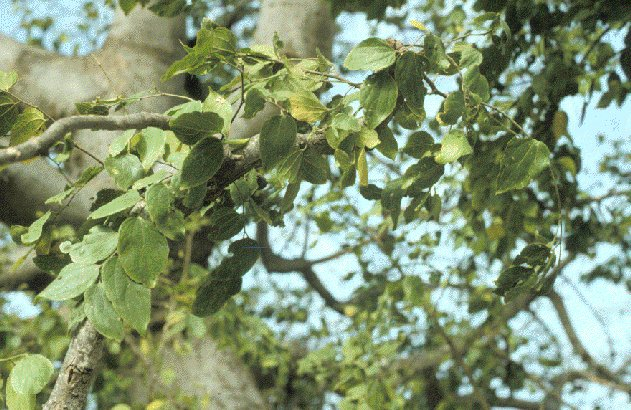
Celtis integrifolia.
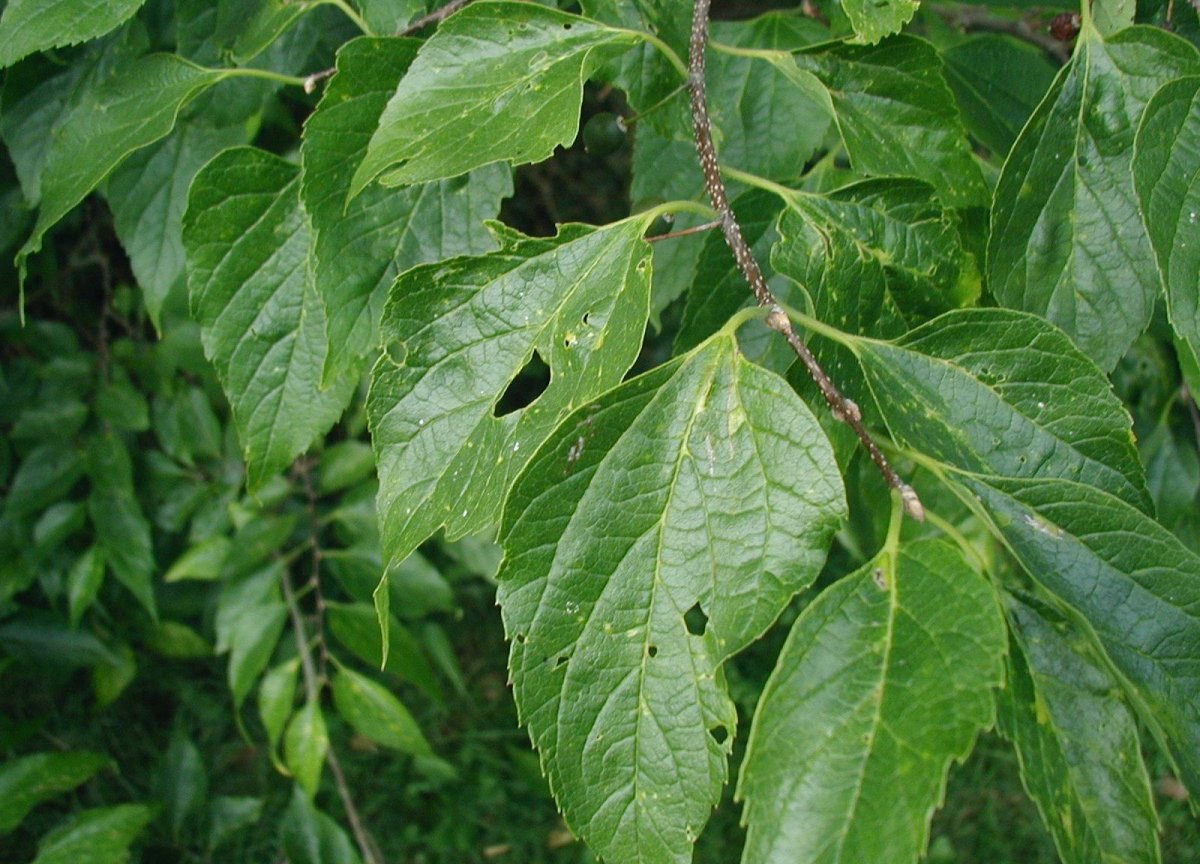
Celtis occidentalis.
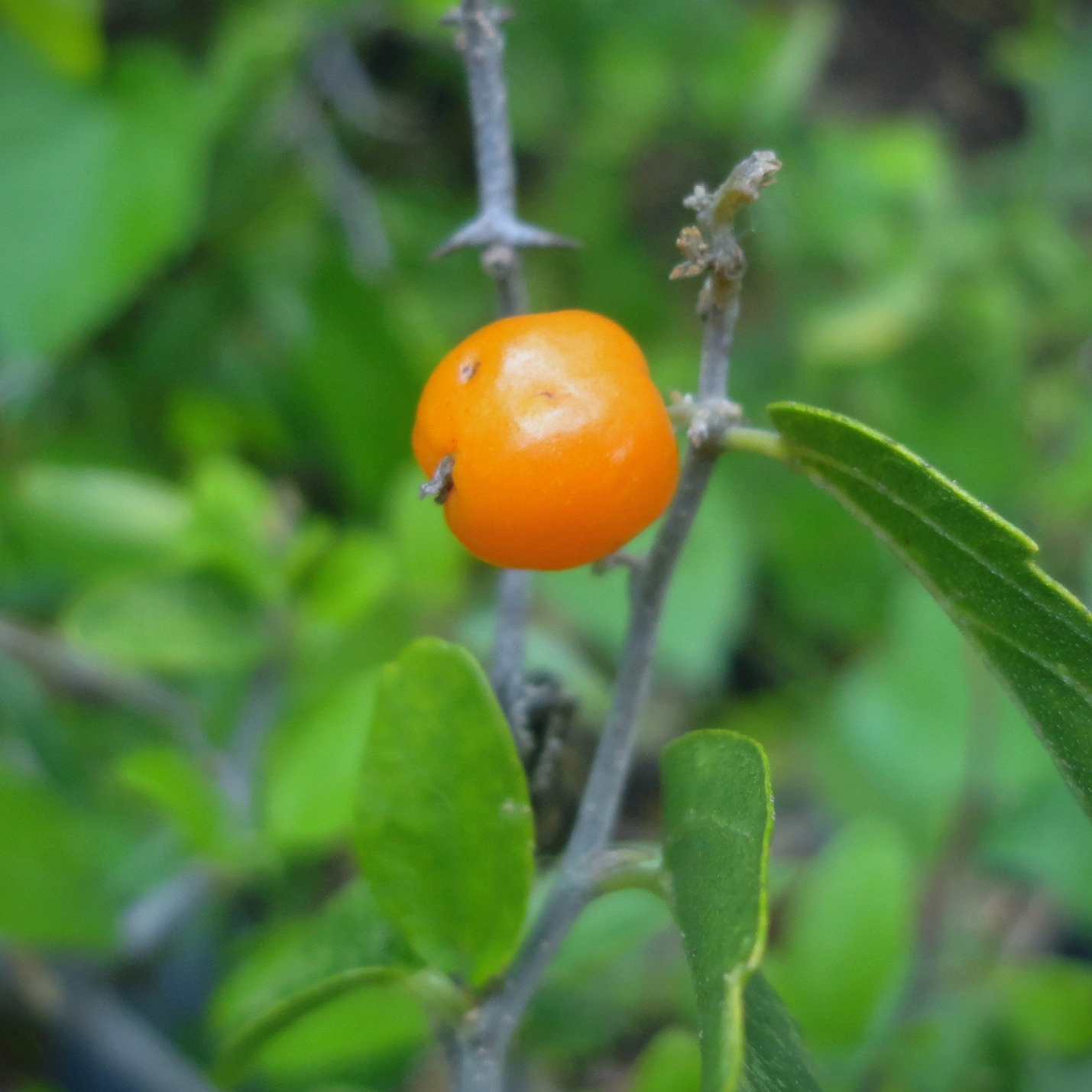
Celtis pallida.